# Ticengo
Ticengo (Tisènch in dialetto soresinese) è un comune italiano di 453 abitanti della provincia di Cremona, in Lombardia.

## Storia

### Simboli
Lo stemma e il gonfalone del comune sono stati concessi con decreto del presidente della Repubblica dell'11 maggio 2004.
Il gonfalone è un drappo di bianco con la bordatura di rosso.
Le forbici e la borsa sono gli attributi del santo cremonese Omobono Tucenghi: le forbici ricordano la sua prima attività di sarto, la borsa rappresenta la sua caratteristica di generoso benefattore degli indigenti. Il castello fa riferimento alla presenza di una antica fortificazione di cui oggi rimangono poche tracce.

## Monumenti e luoghi d'interesse

### Architetture religiose
- Chiesa di sant'Andrea apostolo, costruita nel XVI secolo

## Società

### Evoluzione demografica
Abitanti censiti

### Etnie e minoranze straniere
Al 31 dicembre 2020 i cittadini stranieri sono 23.

## Infrastrutture e trasporti
Il territorio è attraversato dalla ex Strada statale 235 di Orzinuovi e dalla strada provinciale 45 Trigolo-Ticengo.
Fra il 1880 e il 1931 nella località era presente una fermata della tranvia Lodi-Crema-Soncino.

## Amministrazione
Elenco dei sindaci dal 1985 ad oggi.
| Periodo | Periodo   | Primo cittadino         | Partito              | Carica                       | Note          |
| ------- | --------- | ----------------------- | -------------------- | ---------------------------- | ------------- |
| 1985    | 1990      | Giacomo Gorlani         | Democrazia Cristiana | sindaco                      |               |
| 1990    | 1995      | Giacomo Gorlani         | Democrazia Cristiana | sindaco                      |               |
| 1995    | 1999      | Giacomo Gorlani         | centro               | sindaco                      |               |
| 1999    | 2004      | Giacomo Gorlani         | centro               | sindaco                      |               |
| 2004    | 2009      | Domenico Mario Olivieri | lista civica         | sindaco                      |               |
| 2009    | 2014      | Domenico Mario Olivieri | lista civica         | sindaco                      |               |
| 2014    | 2019      | Marco Arcari            | lista civica         | sindaco                      |               |
| 2019    | 2022      | Mauro Agarossi          | lista civica         | sindaco                      | [ 10 ] [ 11 ] |
| 2022    | 2023      | Riccardo Vitari         | lista civica         | vicesindaco facente funzioni | [ 12 ]        |
| 2023    | in carica | Daniela Brognoli        | lista civica         | sindaco                      | [ 1 ]         |

### Altre informazioni amministrative
Ticengo forma con Casaletto di Sopra e Romanengo l'Unione dei Comuni Lombarda dei Fontanili.